# Франческа Дзуніно
Франческа Дзуніно (італ. Francesca Zunino, 13 лютого 2000) — італійська плавчиня.
Призерка Чемпіонату світу з водних видів спорту 2022 року.
Призерка Чемпіонату Європи з водних видів спорту 2018 року.